# La Superba
La Superba ist der Name des veränderlichen Sterns Y Canum Venaticorum (Y CVn) im Sternbild Jagdhunde.
Es handelt sich um einen der rötlichsten Sterne am Himmel. Aufgrund der auffälligen Färbung nannte ihn der italienische Astronom Angelo Secchi La Superba, „die Überragende“. Katalog-Bezeichnungen sind HR 4846 oder HD 110914.
Der Stern ist ein etwa 1000 Lichtjahre entfernter Roter Riese. Er gehört der Spektralklasse C an und weist einen hohen Gehalt an Kohlenstoff auf. Derartige Sterne werden auch als Kohlenstoffsterne bezeichnet. Die Oberflächentemperatur beträgt nur 2800 K. Der Durchmesser ist etwa 300 mal so groß wie derjenige der Sonne. 
Er ist in seiner späten Phase der Entwicklung angelangt, er hat sich derart aufgebläht, dass sein Durchmesser mehr als das 300-Fache des Sonnenradius beträgt. Damit würde der Stern in unserem Sonnensystem über die Erdbahn hinausragen. Die kühle, kohlenstoffreiche Atmosphäre des Roten Überriesen ist bereits instabil. 
Etwa alle sechs Monate sinkt die Temperatur in den Außenbereichen so weit ab, dass sich in der Sternatmosphäre Rußpartikel bilden können, die das in den tiefer liegenden Schichten erzeugte Licht vorübergehend um mehrere Größenklassen abschwächen. Die scheinbare Helligkeit schwankt in einem Zeitraum von etwa 157 Tagen zwischen 4,86 mag und 5,88 mag. La Superba wird zu den halbregelmäßig veränderlichen Sternen gezählt.